# Juozas Paknys
Juozas Paknys (ur. 23 września 1883 koło Rakiszek, zm. 3 stycznia 1948 w Niemczech) - ekonomista i przemysłowiec, działacz polityczny, prezes Banku Litwy. 
W 1904 roku ukończył gimnazjum w Mitawie, gdzie zaangażował się m.in. w działalność litewskiego towarzystwa odrodzeniowego Kūdikis. W tym samym okresie działał w litewskiej socjaldemokracji, której członkiem został w 1906 roku. W latach 1908–1912 studiował w Instytucie Handlowym w Petersburgu. 
Po odzyskaniu przez Litwę niepodległości w 1918 roku był członkiem gabinetu Mykolasa Sleževičiusa jako minister pracy i opieki społecznej. W latach 1939–40 pełnił urząd prezesa Banku Litwy. 